# Literatura española del Realismo
Con el término literatura española del Realismo se engloban las obras pertenecientes a un movimiento literario que forma parte del Realismo, un movimiento cultural que se impulsó en Europa a mediados del siglo XIX al mermar las tendencias del movimiento romántico. Es una corriente procedente de Francia que, hacia 1850, desarrolló gérmenes ya existentes en el Romanticismo, sobre todo el costumbrismo. Las ideas románticas se irían disolviendo poco a poco y se empezaba a reaccionar contra "el arte por el arte" que proclamaba la independencia o autonomía de la obra de la realidad; la mirada de algunos estaba cansada de lo imaginativo y pintoresco, y pretendió observar objetivamente a las personas, sociedad y acciones contemporáneas. Su objetivo era presentar un retrato de la sociedad. Los principales precursores fueron Honoré de Balzac (1799-1850) que, con obras como La Comedia Humana, impuso en la novela un fin moral y social. Asimismo, Stendhal (1783-1842) atacó los tópicos sentimentalizantes del romanticismo y su preferencia por los personajes heroicos y exaltados a través de sus novelas Rojo y negro y La cartuja de Parma, en las cuales "La novela es un espejo que ponemos en el camino", frase que recuerda, por cierto, a la de Cervantes sobre la comedia, de la que dijo que “nos pone un espejo a cada paso delante, donde se ven al vivo las acciones de la vida humana". Esta finalidad, haciéndose casi exclusiva, muy pronto condujo, en algunos autores, al Naturalismo.
El término "realista" se empleó por primera vez en 1850, referido a la pintura de Gustave Courbet, Honoré Daumier y Jean-François Millet, pero se amplió con posterioridad al resto de las artes. En literatura se plasmó mayormente la novela. Quizá uno de los motivos del éxito popular de las novelas se encuentra en su publicación en los periódicos de la época. Los editores utilizaban la novela por entregas para conseguir que el público se viera obligado a comprar diariamente el periódico. La actitud del escritor realista es analítica y crítica, y se suele mantener al margen de lo que relata. Las principales novelas del siglo XIX eran de carácter social, y a los escritores se les consideraba como "historiadores del presente".
Sin embargo, no se debe olvidar que siguieron perviviendo tendencias románticas o se desarrollaron otras que reaccionaban contra el Realismo.

## Contexto histórico
Durante el siglo XIX, España vivió uno de los periodos más convulsos de su historia. Se abrió la centuria con la guerra de la Independencia contra Francia y se cerró con la Guerra Hispano-estadounidense y el Desastre del 98, que significaron la pérdida de Cuba en América y de Filipinas en Asia. La dinastía borbónica, tras los reinados de Fernando VII (1814-1833) y de Isabel II (1833-1868), fue derrocada por la revolución de este último año, La Gloriosa. Sucedieron el Gobierno provisional (1869-1871) y el breve reinado de Amadeo de Saboya (1871-1873). Se abrió después la corta etapa de la Primera República (1873-1874), a la que siguieron la jefatura de Estado de Serrano (1874) y la Restauración de la dinastía borbónica en manos de Alfonso XII (1875-1885), hijo de Isabel II, tras el pronunciamiento de Martínez Campos. Muerto el rey, su segunda esposa, María Cristina asumió la Regencia hasta 1902, año en que comenzó a reinar su hijo Alfonso XIII.

## Características literarias del Realismo

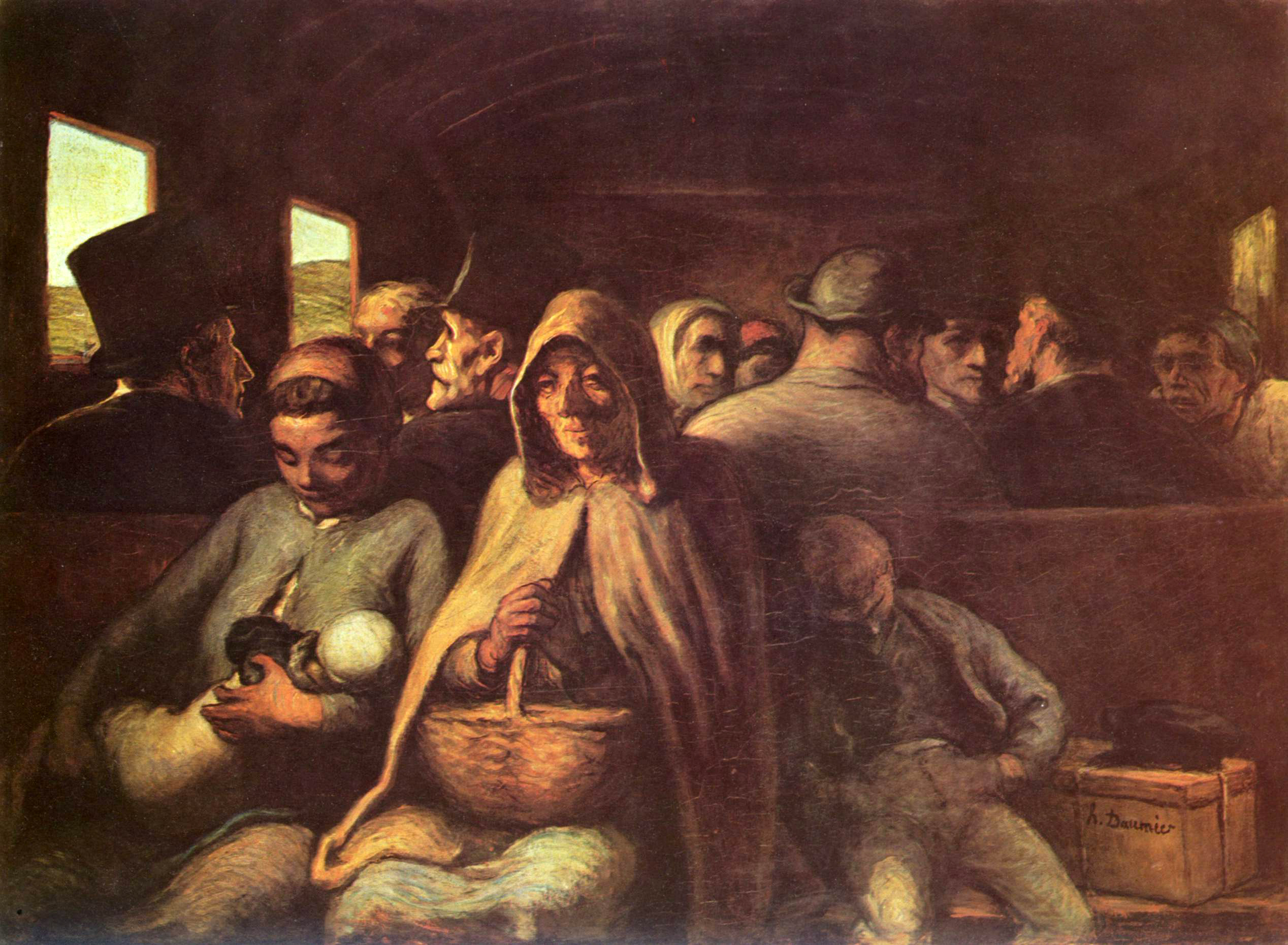
El vagón de tercera clase, por el pintor realista Honoré Daumier.

En España, el mejor fruto literario de la segunda mitad del siglo XIX fue la novela, consecuencia, a su vez, del florecimiento internacional del género en esa época como expresión del auge de la clase media o burguesía que, a lo largo de sucesivas revoluciones (1789, 1820, 1830, 1848), fue conquistando el poder político. Los valores e inquietudes de la clase burguesa aparecen reflejados como en un espejo en la literatura del Realismo: individualismo, materialismo, deseo de ascenso social y aprecio por lo cotidiano e inmutable. 
Los temas del Realismo literario son fundamentalmente el contraste entre los valores tradicionales y campesinos y los valores modernos y urbanos o el éxodo del campo a la ciudad y los contrastes sociales y morales que provoca, la lucha por el ascenso social y el éxito moral y económico y la condición insatisfecha de la mujer que ya posee derecho a la instrucción elemental, pero no puede acceder al mundo del trabajo y a la independencia e individualismo burgueses (con lo que aparece el típico tema del adulterio decimonónico y la fantasía folletinesca y sentimental, a manera de escape, el llamado bovarismo). Hay dos tendencias en el Realismo: la progresista y la conservadora.
La novela realista de este periodo se caracteriza por:
- Visión objetiva de la realidad a través de la observación directa de costumbres o de caracteres psicológicos. Eliminan cualquier aspecto subjetivo, sucesos fantásticos y todo sentimiento que se aleje de la realidad: "La novela es la imagen de la vida" (Galdós), "una copia artística de la realidad" (Clarín).
- Defensa de una tesis: los narradores escriben sus obras enfocando la realidad desde su concepción moral (la llamada novela de tesis). Para poder expresarlo mejor indagan en el individualismo burgués por medio del llamado narrador omnisciente, explorando la psicología de sus personajes. Sin embargo, la defensa de una tesis conlleva el peligro del maniqueísmo y suele comprometer la objetividad de la novela.
- Temas cercanos al lector: conflictos matrimoniales, infidelidad, defensa de los ideales, problemas sociales y económicos etc., pero centrados en la clase media o burguesía: solo el naturalismo se acercará de verdad al proletariado y a la clase baja.
- El lenguaje coloquial y popular adquiere gran importancia, ya que sitúa a los personajes en su ambiente real. Se reproduce el habla de la época sin academicismo, incluso con rasgos dialectales, pero la prosa sí es académica: está rigurosamente construida con grandes periodos donde abunda la subordinación y la llamada "calidad de página"
- Abundancia de descripciones detallistas, a causa del desarrollo de la fotografía y de la consideración "documental" de la novela por influjo del positivismo, puesto que los escritores del realismo observan y toman nota cuidadosa de los ambientes, vestidos, temas de conversación, trabajos, alimentos y apariencia de sus personajes, con el fin de reproducir al detalle la vida y la sociedad de su tiempo para el futuro.
- Preferencia por personajes burgueses, de clase media, cotidianos, próximos y cercanos frente a los héroes y rebeldes y los mitos exóticos del romanticismo.

## Prerrealismo, Realismo y Naturalismo en España
Antes de que se adoptase el realismo como una estética general en la narrativa española hubo un periodo en que este empezó a mostrarse a través del costumbrismo romántico, del que se toma el método descriptivo, y las últimas formas de un equilibrado y burgués neoclasicismo, del que se toma el lenguaje y el afán educador o moralizante. Eugenio de Tapia (1776-1860), con la magnífica novela Los cortesanos y la revolución (1838-1839, 2 vols.), impresa en pleno triunfo de la estética romántica, es considerado por Juan Ignacio Ferreras "el primer realista en el tiempo"; todavía tardaría en venir, en 1849, la traducción española de La gaviota, de Cecilia Böhl de Faber "Fernán Caballero" (1796-1877) y las diversas novelas y relatos de Pedro Antonio de Alarcón (1833-1891), que es el que cierra la tríada de esta etapa de prerrealismo o realismo con elementos románticos.
En España el realismo caló con suma facilidad a partir de 1870 (año de La fontana de oro, de Benito Pérez Galdós) ya que existía un precedente en las novelas picarescas y  El Quijote. El crítico Manuel de la Revilla defendió la estética de Honoré Balzac, que en Francia preconizaba la revista Le Réalisme (1856-1857), dirigida por Louis Edmond Duranty y Jules Assezat; en esta revista se hace conciencia histórica de injusticia social y de la revolución industrial y científica, pero también se critica el cristianismo y la monarquía, factores que provocaron su rechazo.
Alcanzó su máximo esplendor en la segunda mitad del siglo XIX (Juan Valera, José María de Pereda, Benito Pérez Galdós), aunque sin llegar al punto de rigurosidad de los cánones establecidos por la escuela de Honoré Balzac.
- En Galdós a partir de La desheredada (1881), y posteriormente en Leopoldo Alas Clarín, Emilia Pardo Bazán y Vicente Blasco Ibáñez, existen claras influencias naturalistas, pero sin los fundamentos científicos y experimentales que Émile Zola quiso imprimir en sus obras. Únicamente comparten el espíritu de lucha contra la ideología conservadora y, en muchas ocasiones, su comportamiento subversivo; otros escritores de esta segunda generación prefirieron no asumir esta estética, como Armando Palacio Valdés o Luis Coloma.
- La novela realista refleja generalmente ambientes regionales, como Pereda en Cantabria, Juan Valera en Andalucía, Clarín en Asturias, etc. Benito Pérez Galdós es una excepción, pues prefiere ambientarse en el espacio urbano madrileño.

El naturalismo en España también tuvo sus detractores y se crearon grandes polémicas. Entre los opositores se encuentran Pedro Antonio de Alarcón y José María de Pereda, los cuales llegaron a calificarlo de «inmoral». Sus defensores más encarnizados fueron Benito Pérez Galdós y Emilia Pardo Bazán. La controversia más dura tuvo lugar a partir de 1883, a raíz de la publicación de La cuestión palpitante de la condesa Emilia Pardo Bazán, defensora de un naturalismo con valores morales católicos.
Esta generación está formada por una nueva serie de escritores. El periodo de máxima coincidencia entre estas generaciones tuvo lugar en la década de los ochenta. En esta década coinciden Pedro Antonio de Alarcón, José María de Pereda, Benito Pérez Galdós, Juan Valera, Leopoldo Alas Clarín, Emilia Pardo Bazán y Armando Palacio Valdés. Autores menos atendidos por la crítica son Jacinto Octavio Picón (1852-1923) y José Ortega Munilla (1856-1922).
Las características que definen a este grupo son una conciencia crítica de clase y cierto optimismo inicial que más tarde tornará al pesimismo tras el escaso o nulo fruto de la revolución de 1868. A nivel individual, cada uno presenta un estilo propio o una inclinación tradicional (Pereda, Palacio Valdés, Alarcón, Pardo Bazán) o progresista (Galdós, Clarín). De todos los autores de este grupo, Alarcón es el único que presenta algunos rasgos heredados del romanticismo, sobre todo el costumbrismo más romántico. Esta influencia se aprecia claramente en Cuentos amatorios (1881), Historias nacionales (1881) y Narraciones inverosímiles (1881).
Al naturalismo radical pertenecen ya Eduardo López Bago (1853-1931), su amigo Alejandro Sawa (1862-1909), Rafael Vega Armentero (1852-1893), Ricardo Macías Picavea (1847-1899), José María Mateu Aybar (1847-1929), José Zahonero (1853-1931), Alfonso Pérez Gómez Nieva (1859-1931),Manuel Martínez Barrionuevo (1857-1917) y Silverio Lanza entre otros muchos.

## El Naturalismo

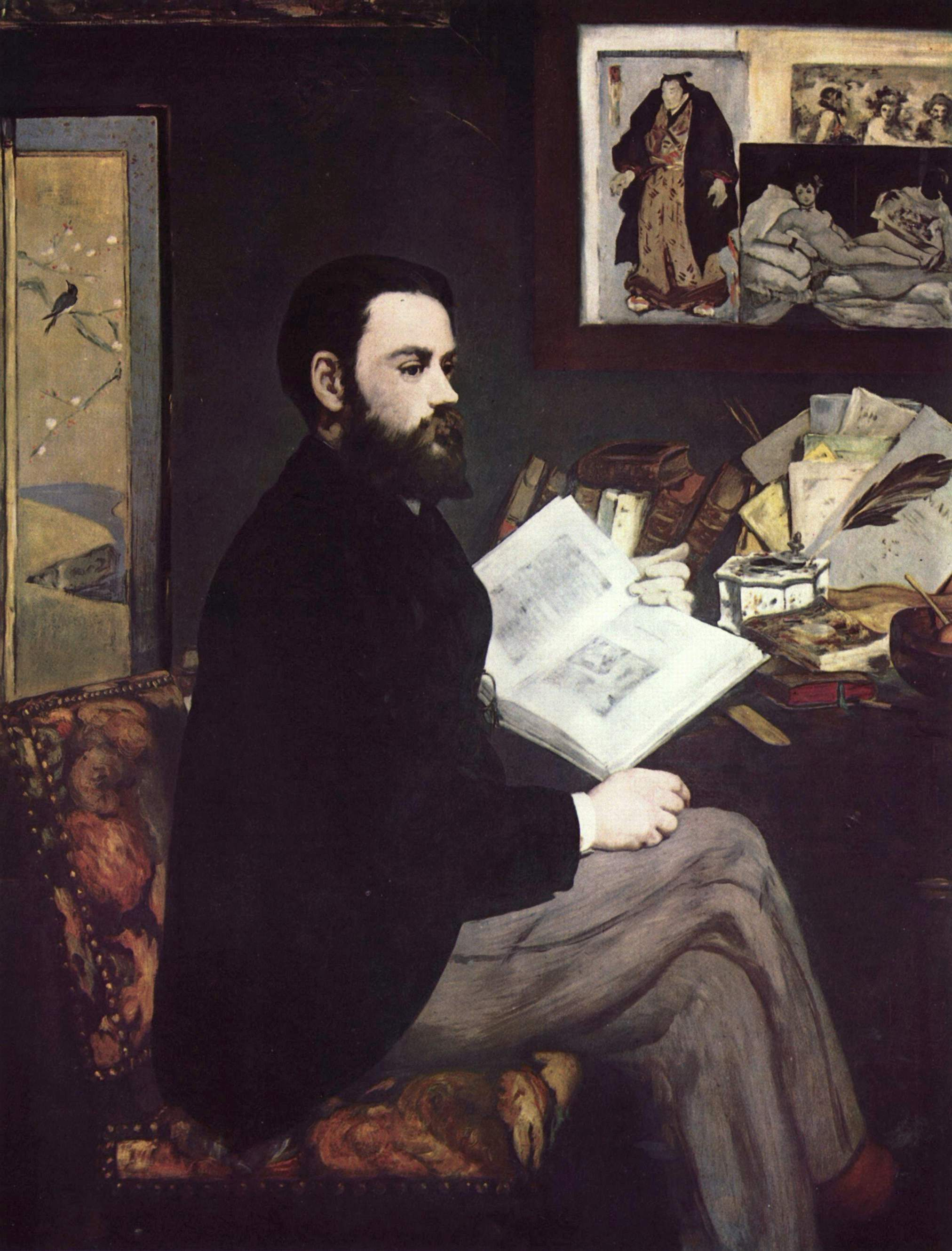
Émile Zola retratado por Manet

Esta tendencia literaria nació en Francia y su máximo representante fue Émile Zola (1840-1902). Esta parte de la filosofía positivista de Auguste Comte (1798-1857), de los métodos del fisiólogo Claude Bernard (1813-1878) y de varios de los logros definitorios del espíritu moderno: la democracia, los métodos experimentales (Claude Bernard) y las teorías sobre la herencia (Charles Darwin). De esta manera, Zola busca la razón de los problemas sociales en el ambiente, y la de los individuos, en la herencia biológica. Así, el Naturalismo adopta una concepción materialista y determinista de las personas, que no son responsables moralmente, pues son resultado del ambiente que les rodea y de la herencia. Si el escritor realista es consciente de lo que sucede, el naturalista actúa como un juez de instrucción que investiga los antecedentes y las causas. Zola poseía una ideología socialista, y en sus obras abundan personajes como los alcohólicos, locos y psicópatas.
El texto donde se encuentra la teoría naturalista ideada por Solo es La novela experimental (1880). En este texto de crítica literaria, sostiene que el novelista es observador y experimentador. Desde el punto de vista del observador, el escritor ofrece los hechos tal y como los ha observado, establece el terreno sobre el que se moverán los personajes y se desarrollarán los hechos. Desde el punto de vista experimentador, el novelista instituye la experiencia, es decir, mueve a los personajes en una historia particular para mostrar en ella que la sucesión de hechos será la que exige el determinismo de los fenómenos a estudiar.
En España, debido a las contradicciones entre las teorías naturalistas y las creencias religiosas, tuvo escaso eco, llegando la crítica a preguntarse si efectivamente se dio ese movimiento en sentido estricto. De ello trata la propia Emilia Pardo Bazán en su artículo La cuestión palpitante, que sí se consideraba en dicha escuela. También se han considerado naturalistas pasajes de autores como Benito Pérez Galdós, pero fue explícitamente rechazado por la mayoría. Al hablar de naturalismo español, la frontera con el realismo no es clara y, al no adoptarse las teorías francesas, no es fácil diferenciar bien ambos movimientos.

## La novela: principales autores

### Juan Valera
Juan Valera y Alcalá-Galiano (Cabra (Córdoba), 18 de octubre de 1824 - Madrid, 18 de abril de 1905) perteneció a una familia aristócrata. Desempeñó misiones diplomáticas en varios países y ocupó importantes cargos políticos. Comenzó su carrera como novelista alrededor de los cincuenta años de edad. En sus últimos años fue víctima de una ceguera progresiva.

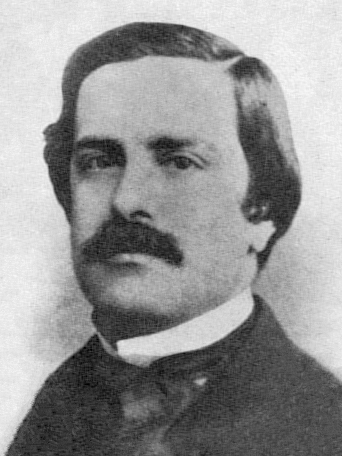
Juan Valera.

Desde sus comienzos, Valera fue reacio tanto al Romanticismo, por sus extremismos, como al Realismo, porque le impedía desarrollar plenamente su fantasía. Solo adoptó una postura realista cuando eligió ambientes reales (como su Andalucía natal) y personajes verosímiles, aunque rechazó los aspectos menos atrayentes de la realidad, tan al gusto de los naturalistas y algunos realistas.
Su importancia se le debe a las novelas; la primera de ellas es Pepita Jiménez (1874), escrita en su mayor parte en forma de carta. En esta obra, se narra la historia de una viuda que se pone de acuerdo con el padre de un seminarista para alejarlo de su falsa vocación. Otras obras importantes son Doña Luz (abordando cuestiones de vocación religiosa) y Juanita la Larga. Esta segunda novela cuenta el idilio de don Paco, un cincuentón, y de la protagonista, que desea redimirse de él por un honrado matrimonio.
Juan Valera fue liberal político y escéptico en cuanto a la religión. Empleó un lenguaje literario sencillo, aunque no vulgar. Al morir, los escritores de la Generación del 98 le guardaron un profundo respeto. Hoy se le considera por gran parte de la crítica como el mejor prosista del siglo XIX, pese a reconocer la superioridad creadora de Galdós.
- Wikisource contiene obras originales de o sobre Literatura española del Realismo.

### José María de Pereda

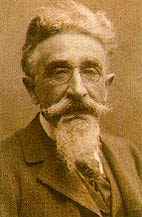
José María de Pereda.

José María de Pereda nació en Polanco (provincia de Santander, actual Cantabria) en 1833. Perteneciente a una familia hidalga, viajó mucho por el extranjero y fue diputado carlista, aunque más tarde se dedicó al cultivo de sus tierras y a la literatura. Contó con la amistad de Galdós, pese su opuesta ideología política. Murió en 1906 en su pueblo natal.
Comenzó su producción literaria como costumbrista: inclinado al realismo con dotes de observación, publicó Escenas montañesas. Más tarde encontraría su fórmula ideal de la novela, al insertar aquel costumbrismo en una visión enamorada del paisaje y de las gentes de la montaña, con sus pasiones y su lenguaje característico. En sus primeras novelas de este tipo (novela idilio), solía enfrentar la paz y la ignorancia de aquella gente rústica con las asechanzas políticas de la vida moderna (Don Gonzalo de la Gonzalera y De tal palo tal astilla). Defendía una tesis que hoy en día aceptarían muy pocos. La novela idilio termina cuando Pereda decidió renunciar a la defensa explícita de tesis alguna. A esta segunda época pertenecen relatos como Sotileza (epopeya de unos pescadores cántabros) y La puchera. La que es considerada su obra maestra es Peñas arriba (1895), cuyo bucolismo descriptivo y el casticismo de su estilo puede parecer hoy en día obsoleto. Pese a ello, José María de Pereda es considerado un gran narrador, dotado de gran capacidad descriptiva y épica.

### Pedro Antonio de Alarcón

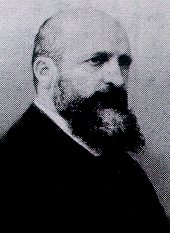
Pedro Antonio de Alarcón.

Pedro Antonio de Alarcón nació en Guadix (Granada) en 1833. Fue uno de los principales responsables de que el realismo se impusiera a la prosa romántica en boga en aquellos momentos. Fue político además de escritor y en su ideología evolucionó desde posturas liberales a más tradicionalistas.
Estuvo en la guerra de Marruecos como voluntario y dejó testimonio escrito sobre su experiencia en Diario de un testigo de la Guerra africana (1859). Durante un tiempo fue escritor de viajes relatando en sus artículos varios de sus viajes. En su tiempo se destacó por sus novelas religiosas siendo la más popular de todas ellas El escándalo (1875).En esta novela defendía a los jesuitas, lo que fue muy polémico. Su obra más popular, sin embargo, y por la que es recordado, es El sombrero de tres picos, publicada en 1874, que inspiraría a Falla su famoso ballet.

### Benito Pérez Galdós

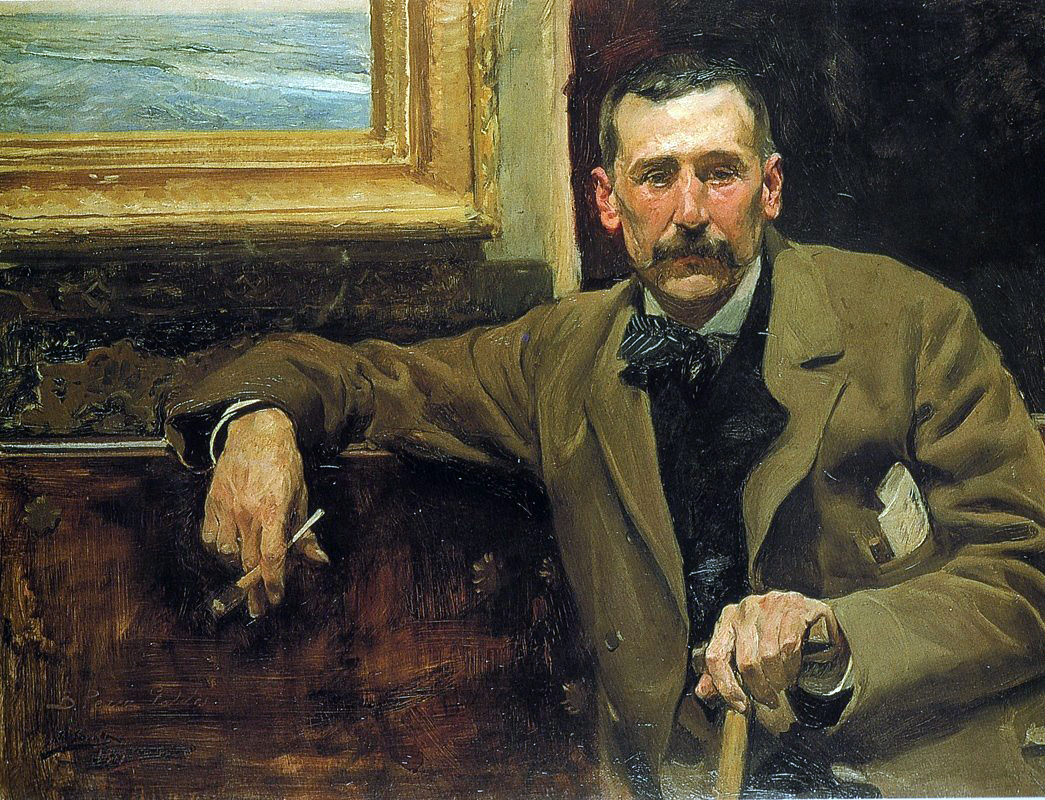
Retrato de Benito Pérez Galdós (1894), por Joaquín Sorolla.

Galdós es considerado como el escritor más representativo del movimiento. Nació en Las Palmas de Gran Canaria, en 1843. Se trasladó a Madrid con 19 años, donde se inició en la vida periodística e ingresó en el Ateneo en 1865. Visitó por primera vez París en 1867, siguiendo la estela de Balzac, escritor al que admiraba desde su juventud. Progresista y anticlerical, sin embargo compartió inquietudes literarias con jóvenes escritores de diverso pensamiento, entre ellos Leopoldo Alas Clarín, Menéndez Pelayo y José María de Pereda. De ideología y práctica Republicana, su radicalismo inicial evolucionó hacia un socialismo humanista. A partir de 1910 comenzó a perder la vista y murió, prácticamente ciego, diez años después.
Los Episodios Nacionales
Los Episodios Nacionales fueron concebidos y publicados por su autor en cinco series, sumando un total de 46 tomos. Constituyen un inmejorable relato histórico-literario de la historia española contemporánea, entre la Guerra de la Independencia y la Restauración.
Entre los episodios de la primera serie (1873-1875), figuran pasajes históricos como Trafalgar, Bailén, El 19 de marzo y el 2 de mayo o Juan Martín el Empecinado. El protagonista conductor de la trama literaria es Gabriel Araceli, grumete en Trafalgar que va creciendo a lo largo de la Guerra de la Independencia. Las series posteriores siguen un esquema similar, con un personaje conductor, revisando momentos decisivos de la Historia de España, como en los titulados El equipaje del rey José, Los Cien mil hijos de San Luis, Zumalacárregui (de la Primera Guerra Carlista), Prim o La de los tristes destinos (sobre Isabel II).
Novelas
En su primera época (1867-1878), Galdós expresó con cierta contundencia su desacuerdo frente a la intolerancia y la hipocresía. Así ocurre en novelas como Doña Perfecta, Gloria, La familia de León Roch o Marianela. Más tarde, entre 1881 y 1915, con tesis progresistas pero más humanizadas y profundas, Galdós publicó las bautizadas por él como "novelas españolas contemporáneas" cuyo conjunto se ha considerado la replica española de la "comedia humana" de Balzac; la mayoría de ellas tienen como escenario común el Madrid del siglo XIX y abarcando los muy diversos tipos del conjunto de clases sociales, desde una mirada personal; como concluye Joaquín Casalduero "...su amargo pesimismo al contemplar la realidad española, se deshace en ironía, optimismo y bondad al soñar en un futuro mejor". En este conjunto de novelas se ha destacado la importancia en el contexto de la literatura universal de Fortunata y Jacinta y Misericordia.
Obras dramáticas
Pérez Galdós se consagró como autor dramático en el último periodo fértil de su vida literaria. Entre sus obras sobresalen La loca de la casa, La hija de San Quintín o Electra, cuyo estreno causó cierta conmoción social. Algunas de sus piezas, como también ocurriría con varias de sus novelas, fueron luego adaptadas al cine, como por ejemplo El Abuelo, por José Luis Garci.
Importancia de Galdós
El éxito y popularidad de los Episodios Nacionales, muchas de sus novelas y buena parte de su teatro, despertaron los recelos de la clase reaccionaria del país, hasta el punto de evitar en tres ocasiones consecutivas que se le concediera el Nobel de Literatura, y a pesar del respaldo de la mayoría de los críticos y escritores españoles contemporáneos. Su influencia en los escritores del 98 se percibe en la mirada analítica y comprometida del Valle-Inclán de Luces de bohemia, la composición coral de la novelística de Pío Baroja o la actitud reflexiva de Unamuno ante el hecho creador en novelas como Niebla. Desde mediados del siglo XX es considerado dentro y fuera de España como uno de los primeros novelistas españoles, quizá el segundo en importancia después de Cervantes.
- Wikisource contiene obras originales de o sobre Literatura española del Realismo.

### Emilia Pardo Bazán
Emilia Pardo Bazán nació en La Coruña en 1851. I Condesa de Pardo Bazán, ( luego cambiada la denominación por Condesa de Torre de Cela ). A los diecisiete años se casó con José Quiroga y Pérez de Deza y se instaló en Madrid. Fue una mujer con una amplia cultura, realizó numerosos viajes y se creó para ella una cátedra de Literatura en la Universidad de Madrid, ciudad donde falleció en 1921.
Obra
Entre sus estudios sobre la actualidad literaria, se destaca La cuestión palpitante, y aunque en él no acepta el materialismo naturalista, defiende una actitud realista y se enfrenta a aquellos que sostienen que el mal solo puede aparecer en la literatura para ser derrotado.
Su estilo fue enérgico y ahonda en problemas y situaciones difíciles. Escribió cientos de cuentos que publicó reunidos, como los Cuentos de Marianela. Pero su producción literaria goza de mayor importancia en novelas como Un viaje de novios, que narra la historia de un matrimonio entre un hombre maduro y una joven inculta y adinerada; o La tribuna, la más naturalista de sus novelas, donde describe la dura vida proletaria en una fábrica de tabaco. También son de suma importancia Los pazos de Ulloa y La madre Naturaleza, con personajes y paisajes gallegos, con un argumento apasionado y, en ocasiones, violento.

### Luis Coloma
Luis Coloma (Jerez de la Frontera, 19 de enero de 1851 - Madrid, 1914), hijo de un médico famoso, a los doce años entró en la Escuela Naval preparatoria de San Fernando (1863), pero más tarde la abandonó y se licenció en Derecho en la Universidad de Sevilla, aunque nunca llegó a ejercer la profesión de abogado. Fue miembro de la Real Academia en 1908 y murió en 1914.
Cultivó la literatura con un gran éxito entre los lectores. Escribió dos importantes novelas: Pequeñeces y Boy. En la primera realiza una crítica de la alta sociedad madrileña en los años anteriores a la Restauración monárquica (1874) en la figura de Alfonso XII, hijo de la destronada Isabel II. Más tarde publicó únicamente narraciones de carácter histórico, como Jeromín, sobre don Juan de Austria.

### Leopoldo Alas (Clarín)

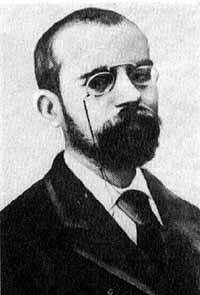
Leopoldo Alas "Clarín".

Leopoldo Alas nació en Zamora (1852), aunque él siempre se sintió profundamente asturiano. Realizó sus estudios de Derecho en Oviedo, y el doctorado en Madrid, donde perdió la fe. A partir de entonces viviría en permanente lucha espiritual, de la que da testimonio su obra. A los veintitrés años usó en sus escritos el pseudónimo de Clarín. Catedrático de la Universidad de Oviedo (1883), defendió ideas republicanas, pero pronto se abrumó de la política. En el año 1892, una crisis de conciencia le devolvió la fe, aunque no llegó a los extremos de la ortodoxia católica. Murió en Oviedo en 1901.
Obra
Clarín gozó de un gran prestigio como crítico literario. Sus artículos evidencian su gran conocimiento y rectitud de juicio (expresado en muchas ocasiones con hiriente sarcasmo). Sus artículos, que le dieron una temida autoridad en el panorama literario español, fueron recopilados por el autor en volúmenes como Solos de Clarín y Paliques.
También cultivó el cuento y la novela breve; publicó más de setenta obritas de este género. Entre los primeros relatos cortos que compuso, sobresale Pipá (1879), que cuenta la tragedia de un pillete ovetense. También merece mención Adiós, Cordera, clásico idilio dramático.
Pero fundamentalmente se reconoce su faceta como novelista, por las dos únicas novelas que escribió: La Regenta y Su único hijo. La primera de ellas (1885) es la más importante. Con claras influencias de Madame Bovary de Flaubert, presenta física y moralmente a Vetusta (nombre metafórico de Oviedo) como prototipo de una ciudad española, dormida en el tradicionalismo. Utilizó Alas una técnica naturalista; pero no pintó ambientes sórdidos como Zola (la acción de sus novelas transcurre en medios burgueses), sino que el pesimismo aparece con rasgos evidentes de ternura e ironía. En La Regenta salen a debatir las conciencias (en especial la de su protagonista Ana Ozores, de carácter similar al de Emma Bovary), en su lucha con su deber y con el ambiente, dando una imagen a la ciudad que muchos consideraron injuriosa. La novela fue condenada rápidamente por la Iglesia, aunque con el paso del tiempo Clarín y el obispo entablaron una franca amistad. Hoy se considera a La Regenta como la novela cumbre del Realismo español, junto a Fortunata y Jacinta de Galdós.
- Wikisource contiene obras originales de o sobre Literatura española del Realismo.

### Armando Palacio Valdés
Armando Palacio Valdés (Entralgo, Asturias, 1853 - Madrid, 1938) se educó en Avilés y terminó el bachillerato en Oviedo; siguió la carrera de Leyes en Madrid. Dirigió la Revista Europea, donde publicó artículos que luego reunió en Semblanzas literarias (1871). A la muerte de José María de Pereda en 1905, asumió su cargo en la Real Academia Española.
Gran amigo de Clarín, escribió varias novelas importantes, como Marta y María, en la que las dos hermanas bíblicas son trasladadas a un ambiente contemporáneo, que combate el falso misticismo. La más popular de sus obras es La hermana de San Sulpicio, donde narra las aventuras que anteceden al matrimonio de un médico gallego y de la protagonista, una monja sin vocación que no renueva sus votos. También cabe destacar La aldea perdida, historia dramática de un pueblo degradado por la explotación minera.

### Vicente Blasco Ibáñez

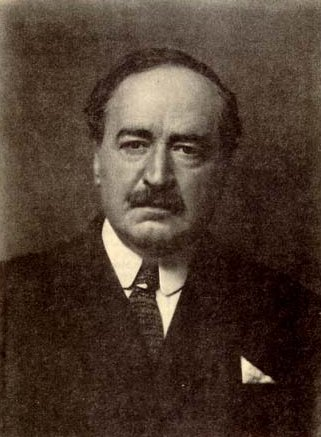
Vicente Blasco Ibáñez.

Vicente Blasco Ibáñez nació en Valencia en 1867. Mantuvo ideas republicanas radicales por las que sufrió arrestos y destierros. Fue diputado en siete legislaturas. En el año 1909 partió a Argentina en busca de fortuna, pero su intento fracasó. Defendió a los aliados durante la Primera Guerra Mundial (1914-1918); con ese fondo escribió Los cuatro jinetes del Apocalipsis, novela de gran éxito mundial. Siguió una vida de millonario cosmopolita y muchos de sus relatos fueron adaptados al cine en Hollywood. Falleció en 1928 en Menton, en la Costa Azul. Sus restos fueron trasladados a Valencia en 1933, donde fueron recibidos triunfalmente.
Blasco produjo una enorme obra novelesca; en ella descuellan las obras ambientadas en Valencia o en su provincia, tan intensamente amada por el escritor (Arroz y tartana, La barraca, Entre naranjos, Cañas y barro). Reflejó sus ideas políticas, sociales y antirreligiosas en La catedral o en La bodega, aunque como se ha comentado anteriormente, su fama se debe en gran parte a Los cuatro jinetes del Apocalipsis, que trata sobre dramas familiares durante la Gran Guerra.
Sin embargo, el Blasco Ibáñez mejor tratado por la crítica es el de inspiración valenciana. En ocasiones se le ha considerado como el Zola español porque comparte con el novelista francés una actitud subversiva, predilección por los ambientes sórdidos, preocupación por la herencia biológica, etc. Escribe intensamente y su estilo puede ser calificado de basto, pese a que no carece de imágenes de pureza plástica. Por su edad, pudo haber pertenecido a la Generación del 98, pero su espíritu mundano difiere de la ascética y la cultura de estos escritores.
- Wikisource contiene obras originales de o sobre Literatura española del Realismo.

## La poesía
Cierto es que hacia la segunda mitad del siglo XIX la novela evolucionó rápidamente hacia el Realismo, pero esto no ocurrió con la lírica y en el teatro, cuya transformación fue menos violenta y aún continuaron impregnados de romanticismo hasta final de siglo.
Este romanticismo postrero es más aparente que real; en ocasiones carece de fondo y sin la exaltación lírica a la que se entregaba el romanticista de pro. Esto es debido a la sociedad, pues era el momento de la burguesía que consolidaría la Restauración de 1875. Dicha sociedad, que estaba sentando las bases del capitalismo y dando los primeros pasos de industrialización del país, no dejó cabida para las personas que admiraban el arte de forma desinteresada.
Los escritores más representativos son Gaspar Núñez de Arce y Ramón de Campoamor, en ocasiones adscritos al Romanticismo como opositores al movimiento, pues en este romanticismo tardío aún quedaban pequeños vestigios con Gustavo Adolfo Bécquer y Rosalía de Castro.

### Ramón de Campoamor
Ramón de Campoamor nació en Navia (Asturias) en 1817, y murió en 1901. Perteneció al Partido Moderado, además de ser empleado de Hacienda, gobernador y diputado. Escribió tratados sobre temas filosóficos (Lo absoluto), obras dramáticas, poemas de pretensiones épicas y filosóficas (Colón, El drama universal y El licenciado Torralba).
Su creación más personal, sin embargo, son sus breves poemas, como Humoradas, Doloras y Pequeños poemas. Con ellos pretendió romper con el Romanticismo, creando una poesía acorde con el momento, prosaica, sencilla, escéptica y en algunos casos irónica, con una moraleja que suele ser trivial. Hoy puede ser considerada por los estudiosos ramplona y banal. En cualquier caso, Campoamor explicó sus ideas innovadoras en Poética, en la que dice:

La poesía es la representación rítmica de un pensamiento por medio de una imagen, y expresado en un lenguaje que no se puede decir en prosa ni con más naturalidad ni con menos palabras... Sólo el ritmo debe separar al lenguaje del verso del propio de la prosa... Siéndome antipático el arte por el arte y el dialecto especial del clasicismo, ha sido mi constante empeño el de llegar al arte por la idea y el de expresar ésta en el lenguaje común, revolucionando el fondo y la forma de la poesía.

### Gaspar Núñez de Arce
Gaspar Núñez de Arce (1834-1903), nació en Valladolid. Fue gobernador de Barcelona, diputado y Ministro de Ultramar.
Escribió dramas, como El haz de leña, que trata sobre del tema del príncipe don Carlos, hijo de Felipe II, un tema ya tratado por Schiller; aunque su obra mejor valorada está constituida por sus poesías y sus poemas extensos.
Núñez de Arce cuidaba la expresión, pero sus poemas están cargados de artificiosidad política (como en Gritos del combate, en los que pretendía conseguir una poesía civil y patriótica); en exaltados discursos de corte filosófico (La duda). Se le suele achacar el abuso de una retórica demasiado fácil. También escribió cuentos o leyendas versificadas, como Un idilio, La pesca y El vértigo.

### Otros poetas
Aunque menos importantes, también hubo otros numerosos poetas que siguieron las tendencias realistas, entre ellos:
- Joaquín Bartrina (1850-1880): Nacido en Barcelona, llevó al extremo el humorismo y el prosaísmo de Campoamor, al que añadió un pesimismo materialista, en su obra Algo.
- Manuel del Palacio (1831-1906), poeta muy célebre principalmente como satírico y político.
- Ventura Ruiz Aguilera (1820-1881): Nacido en Salamanca y autor de Ecos nacionales, leyendas patrióticas, y Elegías.
- Vicente Wenceslao Querol (1836-1889): Natural de Valencia, autor de Rimas.
- Federico Balart (1831-1905): Escribió Dolores, una colección de elegías escritas a la muerte de su esposa.
- Emilio Ferrari (1850-1907): Vallisoletano, imitó a Núñez de Arce.
- José Velarde (1849-1892): Al igual que Ferrari, siguió los pasos de Núñez de Arce.
- Manuel Reina (1856-1905), considerado por algunos premodernista, plasmó en sus poemas el color de Andalucía, su tierra.

## El teatro
El teatro realista español describe un arco desde las posturas más conservadoras y acríticas a las más progresistas y ácidas: desde la alta comedia de Adelardo López de Ayala y Ventura de la Vega, al teatro éticamente inquieto de Benito Pérez Galdós y la acerada crítica de Enrique Gaspar (1842-1902), dramaturgo de minorías. Junto a estos autores, se reanudó el interés por el costumbrismo que reflejó el público burgués más conservador a través de géneros como la zarzuela o género chico, el sainete o el teatro por horas. Se trataba de un teatro fundamentalmente de evasión, que procuraba no plantear problemas de conciencia al burgués. Junto a ello, se intentaba revitalizar los anticuados valores conservadores de la honra con las iniciativas para hacer revivir el drama histórico romántico por parte de Manuel Tamayo y Baus o por parte del neorromanticismo del matemático José Echegaray.

### José Echegaray
José Echegaray (1832-1916) nació en Madrid y ocupó altos cargos políticos. Fue ingeniero de Caminos, de cuya escuela fue director. Alternó el estudio de las matemáticas y de los problemas científicos (sobre los que publicó dos libros: Ciencia popular y Vulgarización científica) con la poesía dramática, que según Lázaro Carreter «le da una cierta sequedad sistemática que muestra más el esfuerzo que el instinto poético». En 1904 se le concedió, junto a Frédéric Mistral, el Premio Nobel.
Echegaray trató de combinar dos elementos incompatibles: un romanticismo exagerado con el positivismo y realismo latente en su tiempo. Como resultado se da un teatro de costumbres contemporáneas, a base de procedimientos románticos, en los que según la crítica abusa de las situaciones trágicas y patéticas, y se caracteriza porque en cada una de sus obras plantea un caso de conciencia, un problema ideológico o, como se titula una de sus obras, un Conflicto entre los deberes. Entre sus obras más relevantes se encuentran El loco Dios, Mancha que limpia, El gran Galeoto, O locura o santidad.

### Manuel Tamayo y Baus
Manuel Tamayo y Baus (1829-1898) nació en Madrid. Fue hijo de actores y se casó con la hija del famoso actor Isidoro Máiquez. Estuvo en permanente contacto con el teatro y abarcó en sus obras gran variedad de temas. Escribió tragedias clásicas (Virginia), dramas románticos (Locura de amor, sobre Juana la Loca), teatro costumbrista (La bola de nieve y Lo positivo) y el teatro de tesis (Lances de honor y Los hombres de bien). Su obra más importante es Un drama nuevo, en la que presenta a la compañía teatral de Shakespeare, que ha de representar un drama en el que el actor Walton descubre que Alicia, su mujer, que desempeña este papel en la obra, le es infiel. Pero lo que ocurre ficticiamente en la ficción, también ocurre en la realidad: Alicia ama a Edmundo y, al representarse la obra, Walton mata a su esposa en escena para limpiar su honor. Finalmente Shakespeare explica al público lo ocurrido.

### Otros dramaturgos
Además de los citados, también se destacan:
- Adelardo López de Ayala (1828-1865): ocupó altos cargos políticos (ministro y presidente del Congreso). Desarrolló la alta comedia con obras como El tanto por ciento, El tejado de vidrio, Consuelo y El nuevo don Juan, en las cuales planteó tesis moralizantes.
- Eugenio Sellés (1844-1926): escribió El nudo gordiano, en el que planteó los problemas que acarrea el matrimonio.
- Enrique Gaspar (1842-1902): autor de comedias como La levita, Las personas decentes y Las circunstancias que reflejan el ambiente burgués de su tiempo.
- José Feliú y Codina (1847-1897): Escribió el drama rural La Dolores y teatro de costumbres regionales.
- Leopoldo Cano (1844-1934): sus obras más importantes son La Pasionaria y La Mariposa.

Entre los libretistas de zarzuelas, descuellan Marcos Zapata, Ricardo de la Vega, José López Silva y Miguel Ramos Carrión y, entre los autores de sainetes, Tomás Luceño y Vital Aza.

## La crítica: Menéndez Pelayo
Menéndez Pelayo fue quizá la figura cumbre de la cultura española en el siglo XIX, maestro del pensamiento, la historia y la crítica contemporánea. Nació en Santander en 1856 y estudió en varios países. A los veintidós años obtuvo una cátedra en la Universidad de Madrid. A los veinticinco fue nombrado miembro de la Real Academia Española y, poco más tarde, de la de Historia. También dirigió la Biblioteca Nacional. Al morir en 1912 dejó a Santander como legado su valiosa biblioteca personal.
La obra de Menéndez Pelayo es muy extensa y cuenta con una gran capacidad de síntesis. En sus libros se puede apreciar su amor a España y un encendido catolicismo. Pretendió reconstruir todo el pasado histórico español, con una finalidad revalorizadora que en varias ocasiones le arrastró a fuertes polémicas (por ejemplo, la originada por su libro La ciencia española). Para muchos críticos ha trazado las líneas fundamentales del pensamiento español en obras como Historia de los heterodoxos españoles y la Historia de las ideas estéticas en España. En cuanto a la historia literaria, construyó obras como Orígenes de la novela, Antología de poetas líricos (detenida a finales de la Edad Media), los prólogos a las Obras de Lope de Vega, entre otras.